# L&YR Third Class 8
Die dreiachsigen Abteilwagen 3. Klasse (im Englischen mit Third Class bezeichnet) nach Musterblatt 8 der britischen Lancashire and Yorkshire Railway (L&YR) wurden ab 1879 gebaut.

## Geschichte
Zwischen 1879 und 1897 entstanden in den bahneigenen Werkstätten der L&YR in Newton Heath insgesamt 743 Abteilwagen der 3. Klasse mit Seitentüren ohne Seitengang. Diese hatten fünf Abteile mit jeweils zehn Sitzplätzen. Anfangs hatten die dreiachsigen Wagen eine Wagenkastenlänge von 9754 mm. Die ab 1892 gebauten wurden rund 30 cm länger, was sich aber nicht auf die Anzahl der Abteile oder Sitzplätze auswirkte.
Bei der Übernahme der L&YR durch die London and North Western Railway (LNWR) 1922 waren noch 491 Wagen im Einsatz. Ein Jahr später beim Inkrafttreten des Railways Act 1921 und dem damit verbundenen Zusammenschluss mehrerer Eisenbahngesellschaften zur London, Midland and Scottish Railway (LMS) wurden 470 Exemplare von der neuen Gesellschaft übernommen. Bei der Einführung des neuen Nummernsystems der LMS in 1933 existierten noch elf Wagen. Diese bekamen die Nummern 26583 bis 26593.

### Barry Railway Third Class 3
1916 wurden 15 Wagen an die Barry Railway verkauft, wo sie nach entsprechender Umlackierung die Nummern 90–101 und 103–105, sowie die Musterblattnummer 3 bekamen.

## Wagen 1507
Der Wagen mit der Nummer 1507 ist erhalten geblieben. Er wurde um 1882 gebaut und nach rund 30 Jahren ausgemustert. Das Fahrgestell wurde entfernt und der Wagenkasten nach Valley Gardens in Hapton in der Nähe von Burnley verkauft, wo er ab etwa 1910 zunächst als Unterkunft für Bergleute diente. Später wurde er zu einem Wohnhaus umgebaut. 1991 schenkte der Besitzer den Wagenkasten dem Lancashire and Yorkshire Railway Trust zur Restaurierung.  Der Wagenkasten wurde auf ein passendes erhaltenes LMS-Fahrgestell gebaut und komplett restauriert. Heute ist der Wagen bei der Keighley and Worth Valley Railway im Einsatz.

## Lackierung und Beschriftung
Die Wagenkästen waren anfangs aus klarlackiertem Teakholz. Ab 1883 wurden alle Personenwagen der L&YR in einem sehr dunklen lilabraun (im Englischen mit dark purple brown bezeichnet) und einem zimtfarbenen Fensterband lackiert und hatten goldgelbe Zierlinien und Beschriftungen. Die Stirnseiten waren komplett lilabraun und die Dächer waren in einem sehr hellen grau, das offiziell als „weiß“ bezeichnet wurde, gestrichen. Fahrgestelle und alle anderen Metallteile wurden schwarz lackiert.